# Аннинская, Мария Львовна
Мари́я Льво́вна А́ннинская (12 мая 1958, Москва, СССР — 13 марта 2019, Москва, Россия) — российская поэтесса, литературная переводчица и художница.

## Биография
Родилась 12 мая 1958 года в Москве в семье Л. А. Аннинского.
В 1980 году окончила Московский государственный педагогический институт иностранных языков имени Мориса Тореза со специализацией по итальянскому и французскому языкам.
Работала учителем иностранных языков в средней школе и преподавателем факультета иностранных языков и регионоведения МГУ имени М. В. Ломоносова.
Член Союза писателей России и Гильдии литературных переводчиков.
В юности также занималась живописью и рисованием. Позднее стала заниматься керамикой и художественной фотографией.
Умерла 13 марта 2019 года. Прах захоронен на Ваганьковском кладбище.

## Сочинения

### Учебные издания
- Аннинская М. Л. Французский язык: карманный самоучитель с приложением для смартфона и планшета. — М.: АСТ-Пресс Школа, 2018. — 335 с. (Язык без границ). ISBN 978-5-906971-95-1, 3000 экз.

### Пьесы
- Аннинская М. Л. Молчание: пьеса. — М.: Флюид Фри Флай Москва, 2012. — 38 с.

### Статьи
- Аннинская М. Л. Несколько слов о Виане-музыканте // Музыкальная жизнь. — 1990. — № 8.
- Аннинская М. Л. Человек, «который опередил время», и его эпоха (биографический очерк) // Виан Б. Полдник генералов. — Харьков: Фолио, 1998. — С. 477–545. — 560 с. (Вершины) 10000 экз. ISBN 966-03-0441-2
- Аннинская М. Л., Стаф И. К. Комментарии. // Виан Б. Полдник генералов. — Харьков: Фолио, 1998. — С. 547–558. — 560 с. (Вершины) 10000 экз. ISBN 966-03-0441-2
- Аннинская М. Л. На грани реального-нереального» (о книге Егора Грана «Ipso facto», éd . P.O.L., 1998) // Независимая газета Ex Libris. — 1998.
- Аннинская М. Л. «Пена наших дней», о разнообразии переводов Виана от Петербурга до Харькова // Независимая газета Ex Libris. — 1998. — № 9.
- Аннинская М.Л. Театр оживших теней, преступление и наказание на стыке двух миров (о книге Андрея Макина «Le Crime d’Olga Arbelina», éd. Mercure de France, 1998) // Независимая газета Ex Libris. — 1998. — № 49.
- Аннинская М. Л. Творивший легенды // Иностранная литература. — 1999. — № 11.
- Аннинская М. Л. Предисловие к сборнику // Саррот Н. Пьесы. — М.: Флюид Фри Флай, 2012. — С. 5–6.
- Аннинская М. Л. Трудный Виан и парадоксы перевода // Литературно-информационный альманах «Информпространство». — 2014. — № 3 (185). — С. 60-67.
- Аннинская М. Л. Об опыте перевода эротической литературы // Современный французский язык: теоретический и прикладной аспекты (Langue française, état actuel, problèmes théoriques et pratiques). Сборник статей кафедры французского языка ФИЯР МГУ имени М.В. Ломоносова / под ред. Н. В. Бунтман. — М.: Центр оперативной печати факультета иностранных языков и регионоведения МГУ имени М. В. Ломоносова, 2014. — С. 76-81.
- Аннинская М. Л. Горение Гари и пожар Ажара // Литературные знакомства. — 2015. — № 3. — С. 118–122.
- Аннинская М. Л. Передача ритма в русских переводах Пьера Мишона // Миры литературного перевода. Сборник докладов участников III Международного конгресса переводчиков художественной литературы. — М.: Издательство Института перевода Москва, 2015. — С. 16-20.

### Стихи
- Аннинская М. Л., Аннинская Е. Л., Аннинская А. Л. Сестриптих. — М., 2005. — 182 с. (Ветви). ISBN 5-94013-028-8

### Переводы
проза
- Ален (Эмиль Шартье) О музыке (отрывки из книги «Рассуждения») // Музыкальная жизнь. — 1993. — № 7-8.
- Арно Ж.-Ж.[фр.] Ловушка для нации // Ж.-П. Конти[фр.]. Призрак господина Судзуки: Французский шпионский роман; Ж.-Ж. Арно. Ловушка для нации; М. Реве. Времени в обрез, Керн; Худож. Ю. А. Ноздрин; Ред. Е. К. Солоухина; Сост. и авт. предисл. Ю. П. Уваров. — М.: Прогресс-Литера: Русич, 1993. — 384 с. — (Резидент) ISBN 5-01003-813-7
- Бегбедер Ф. Беседы сына века. // Иностранная литература. — 2016. — № 12. — С. 161–163. (перевод и вступление)
- Бовуар С. де Воспоминания благовоспитанной девицы[фр.] / пер. с фр. М. Л. Аннинской, Е. Ю. Леоновой. — М.: Согласие, 2004. — 496 с. 5000 экз. ISBN 5-86884-123-9
- Буццати Д. Шестьдесят рассказов. — М.: АСТ, Астрель, 2011. — 480 с. (Книга на все времена) 3000 экз. ISBN 978-5-17-071257-1, ISBN 978-5-271-34465-7
  - Конец света. — С. 160–163.
  - Несколько полезных советов двум истинным джентльменам (из коих один погиб насильственной смертью). — С. 163–170.
  - Одинокий зов. — С. 170–173.
  - Рождественская сказка. — С. 174–177.
  - Крушение «Баливерны»[итал.]. — С. 177–183.
  - Святые. — С. 417–422
- Бюффон Ж. Л. Л. де Иллюстрированный Бюффон, или Натуральная история четвероногих, птиц, рыб и некоторых гадов[фр.] / ил. Бенжамена Рабье; пер. с фр. М. Л. Аннинской, Н. В. Бунтман, М. А. Хачатуров, Н. Шаховская. — М.: Лабиринт Пресс, 2017. — 175 с. ISBN 978-5-9287-2463-4
- Виан Б. Осень в Пекине[фр.] // Иностранная литература. — 1995. — № 3.
- Виан Б. Осень в Пекине[фр.] // Осень в Пекине: сборник / Сост. В. Е. Лапицкий. — СПб.: Симпозиум, 1997. — С. 192–431. — 544 с. (Борис Виан. Собрание сочинений в четырёх томах) 8000 экз. ISBN 5-89091-035-3, ISBN 5-89091-034-5
- Виан Б. Полдник генералов[фр.]. — Харьков: Фолио, 1998. — 560 с. (Вершины) 10000 экз. ISBN 966-03-0441-2
  - Поосторожней с оркестром. — С. 300–302.
  - Марсель начинал просыпаться. — С. 358–364.
  - Материнство. — С. 365–372.
  - Культурные развлечения. — С. 383–386.
  - Апрельские подружки. — С. 392–396.
  - Убийца. — С. 397–400.
  - Любовь слепа. — С. 423–432.
  - Снеговик. — С. 460–467.
- Виан Б. Блюз для чёрного кота / Сост. В. Орлов. — М.: Эксмо, 2002. — 528 с. (Двадцатый век) 4100 экз. ISBN 5-699-009831-6
  - Культурные развлечения. — С. 254–257.
  - Апрельские подружки. — С. 303–306.
  - Любовь слепа. — С. 307–314.
  - Убийца. — С. 330–333.
  - Марсель начинал просыпаться. — С. 349–354.
  - Снеговик. — С. 365–371.
  - Поосторожней с оркестром. — С. 402–404.
- Виан Б. Свобода // Иностранная литература. — 2012. — № 7.
- Виан Б. О пользе эротической литературы // Иностранная литература. — 2012. — № 7.
- Виллемс П.[фр.] Рассказы // Иностранная литература. — 2011. — № 11.
  - Цвета мира. — С. 202—208.
  - Копеечный глазок. — С. 208-209.
  - Музыка дождя. — С. 210–213
- Гари Р. Старая-престарая история // Ромен Гари Пляска Чингиз-Хаима. — СПб.: Симпозиум, 2000. — С. 373–383. — 400 с. — (Ромен Гари. Персональная серия) 5000 экз. ISBN 5-89091-112-0
- Гари Р. Жители Земли. // Обещание на рассвете. — СПб.: Симпозиум, 2001. — С. 393–403. — 444 с. (Ромен Гари. Персональная серия) 5000 экз. ISBN 5-89091-146-5
- Гари Р. Два рассказа Ромена Гари // Литературные знакомства. — 2014. — № 2 (17). — С. 209-222. (перевод рассказов «Старая-престарая история» и «Жители Земли» и вступительная статья)
- Гари Р. Гуманист // Литературные знакомства. — 2015. — № 3. — С. 122–125.
- Делакруа В.[фр.] Башмак на крыше // Иностранная литература. — 2011. — № 7.
- Джиан Ф.[фр.] Трения. — М.: Иностранка, 2007. — 224 с. (Филипп Джиан, The Best of Иностранка) — 5000 экз. ISBN 978-5-94145-431-0
- Дюмон В. Как испортить ребенка воспитанием. — М.: Синдбад, 2015. — 236 с. ISBN 978-5-905891-81-6
- Камю А. Путевые заметки // Иностранная литература. — 2014. — № 12. — С. 151–220.
- Кокто Ж. Дневник незнакомца // Кокто Ж. Ужасные дети. Адская машина. Дневник незнакомца. — М.: АСТ, 2020. — 352 с. (Зарубежная классика) 1500 экз. ISBN 978-5-17-120997-1
- Колетт эссе «Груди» и «Что под одеждой» // Иностранная литература. — № 7. — С. 184-189.
- Ландольфи Т. Жена Гоголя и другие истории / Сост. Г. Киселёв. — М.: Аграф, 1999. — 736 с. (Speculum Mundi — Зеркало мира) 5000 экз. ISBN 5-7784-0053-5
  - Ландольфи Т. Корзина с улитками. — С. 480–484.
  - Ландольфи Т. Взбунтовавшиеся слова. — С. 485–490.
  - Ландольфи Т. Авторучка. — С. 491–495.
  - Ландольфи Т. За столиком. — С. 496–500.
- Либенс К. Поэтика секса, или Вот что я об этом знаю, дорогой Борис // Иностранная литература. — 2012. — № 7.
- Либенс К. Вкус Маризы // Иностранная литература. — 2012. — № 7.
- Луис П. Учебник хороших манер для маленьких девочек // Иностранная литература. — 2012. — № 7.
- Мартель Э.[фр.] Соло для поэта с оркестром // Иностранная литература. — 2006. — № 11. — С. 133–142.
- Мелькио Ф.[фр.] Так узнал я, что ранен тобою, любовь моя: пьеса. — М.: Новое литературное обозрение. — 442 с.
- Мишон П. Император Запада // Иностранная литература. — 2012. — № 3. — С. 177-206.
- Меттан Г. Запад — Россия: тысячелетняя война: история русофобии от Карла Великого до украинского кризиса = Russie-Occident, une guerre de mille ans : La russophobie de Charlemagne à la crise ukrainienne / пер. с фр. М. Л. Аннинская, С. Булгакова. — М.: Паулсен, 2016. — 464 с. — 5000 экз. — ISBN 978-5-98797-138-3.
- Модиано П. Время // Иностранная литература. — 2018. — № 7. — С. 102—111.
- Главы 3, 4 // Моруа А. Мемуары / пер. с фр. Ф. С. Наркирьер, М. Л. Аннинская, А. А. Сабашникова; комм. М. А. Аннинской. — М.: Вагриус, 1999. — С. 146–307. — 510 с. — (Мой 20 век). ISBN 5-7027-0581-5
- Моруа А. Эссе / Ред. Е. А. Леонова; Пер. с фр. Э. П. Леонидова, Я. З. Лесюка, М. Л. Аннинской; комм. М. А. Аннинской; Пер. с фр. М. Н. Ваксмахера; комм. Е. Б Шарновой. — М.: Согласие, 2001. — 350 с. — (Dixi). ISBN 5-86884-120-4
  - Парижские женщины. — С. 235–267.
  - О Франции и французах. — С. 267–283.
- Нива Ж. Эринии Литтелла — судьи или судимые? // Иностранная литература. — 2008. — № 12. — С. 212-220.
- Рейес А.[фр.] Мясник // Иностранная литература. — 2012. — № 7.
- Саротт Н. Иссм, или То, что не имеет названия //
- Саротт Н. ИССМ: пьеса. — М.: Флюид Фри Флай, 2012. — 174 с.
- Стернберг Ж.[фр.] Жуткие истории // Иностранная литература. — 2011. — № 11.
  - Зеркало. — С. 214–215.
  - Детские воспоминания. — С. 215–216.
  - Памятник. — С. 216.
  - Возвращение. — С. 216.
  - Замысел. — С. 217.
  - Граница. — С. 217.
  - Семейный пансион. — С. 218.
  - Поезд. — С. 218–219.
  - Улица. — С. 219.
  - Встреча. — С. 220.
  - Небытие. — С. 220.
- Тодд О.[фр.] Жизнь Камю (избранные главы из книги) // Иностранная литература. — 2000. — № 4.
- Фонкинос Д. Воспоминания[фр.]. — М.: АСТ: Corpus, 2013. — 384 с. (Corpus [roman]) 3000 экз. ISBN 978-5-17-082078-8

стихи
- Виан Б. Блюз для чёрного кота / Сост. В. Орлов. — М.: Эксмо, 2002. — 528 с. (Двадцатый век) 4100 экз. ISBN 5-699-009831-6
  - из сборника «Из поздних стихотворений[фр.]»
    - На улице светит солнце. — С. 473–474.

  - из сборника «Кантилены в желе[фр.]»
    - Что у вас? — С. 469.
    - Пауки. — С. 470.
    - На вкус и на цвет. — С. 470.
- Буццати Д. Невероятное нашествие медведей на Сицилию. / пер. Г. П. Киселёв. — М.: Самокат, 2020. — 144 с. (Классика Самоката) 3000 экз. ISBN 978-5-91759-848-2

## Награды
- Премия «Инолит» (2012) за перевод романа Пьера Мишона «Император Запада»[4][5][7][8][9].
- Премия Мориса Ваксмахера (2014) за перевод «Путевых заметок» Альбера Камю[4][5].